# Campeonato de Australia 1946
Lista de los campeones del Abierto de Australia de 1946:

## Individual masculino
John Bromwich (AUS) d. Dinny Pails (AUS),  5–7, 6–3, 7–5, 3–6, 6–2

## Individual femenino
Nancye Wynne Bolton (AUS) d. Joyce Fitch (AUS), 6–4, 6–4

## Dobles masculino
John Bromwich/Adrian Quist (AUS)

## Dobles femenino
Joyce Fitch (AUS)/Mary Bevis Hawton (AUS)

## Dobles mixto
Nancye Wynne Bolton (AUS)/Colin Long (AUS)
| Predecesor: 1940                                       | Abierto de Australia 1946 | Sucesor: 1947                         |
| Predecesor: Campeonato nacional de Estados Unidos 1945 | Grand Slam 1946           | Sucesor: Torneo de Roland Garros 1946 |

- Datos: Q2718179